# 483 هـ
483 هـ هي سنة في التقويم الهجري امتدت مقابلةً في التقويم الميلادي بين سنتي 1090 و1091.

## وفيات
- المنذر بن هود